# Jestřebí (okres Šumperk)
Obec Jestřebí (německy Groß–Jestřeby) se nachází v okrese Šumperk v Olomouckém kraji. Žije zde 681 obyvatel.

## Části obce
- Jestřebí (k. ú. Jestřebí u Zábřeha a Jestřebíčko)
- Pobučí (k. ú. Pobučí)

## Historie
První písemná zmínka o obci pochází z roku 1273.

## Galerie

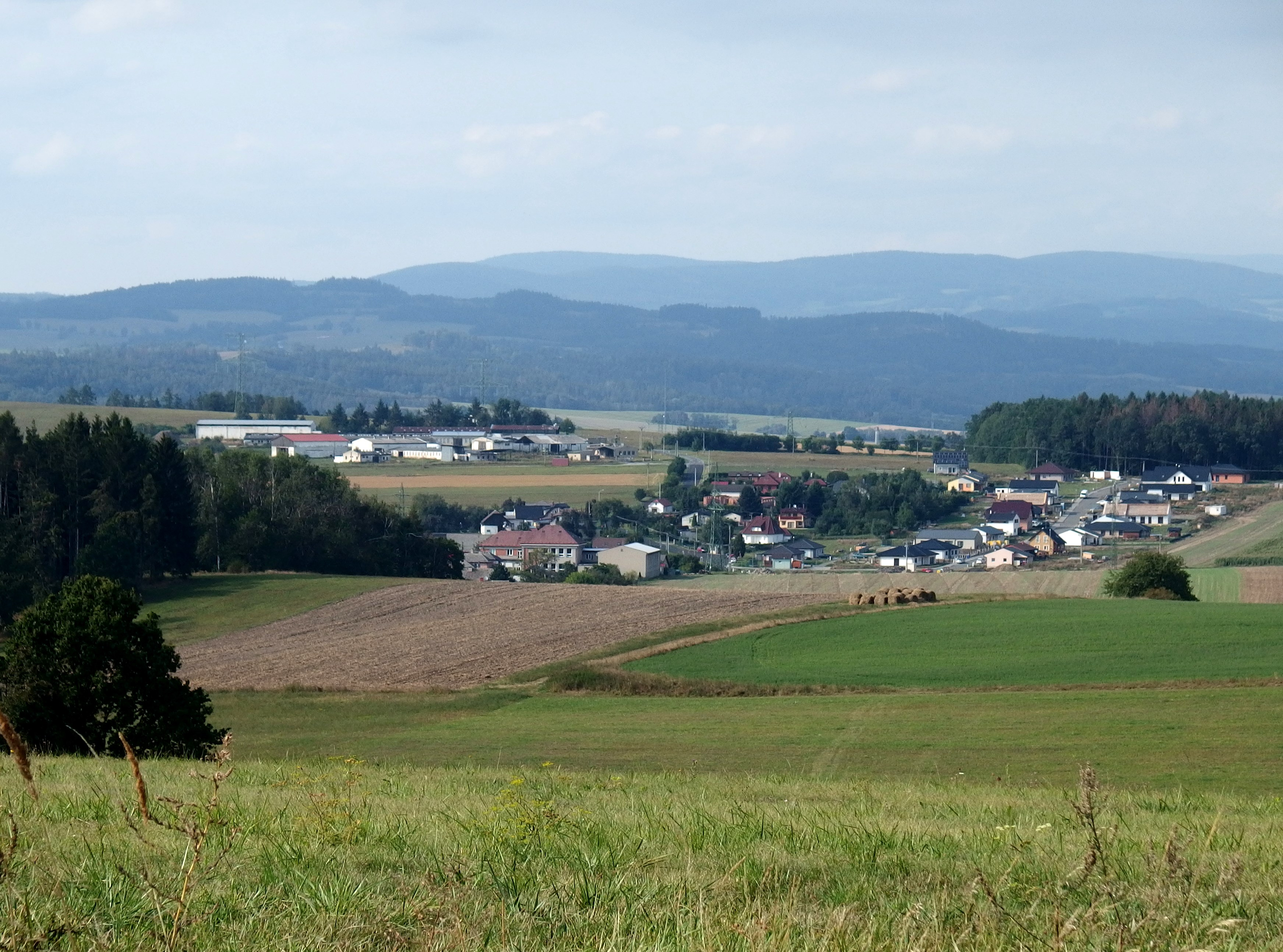
Pohled ze silnice z Pobučí
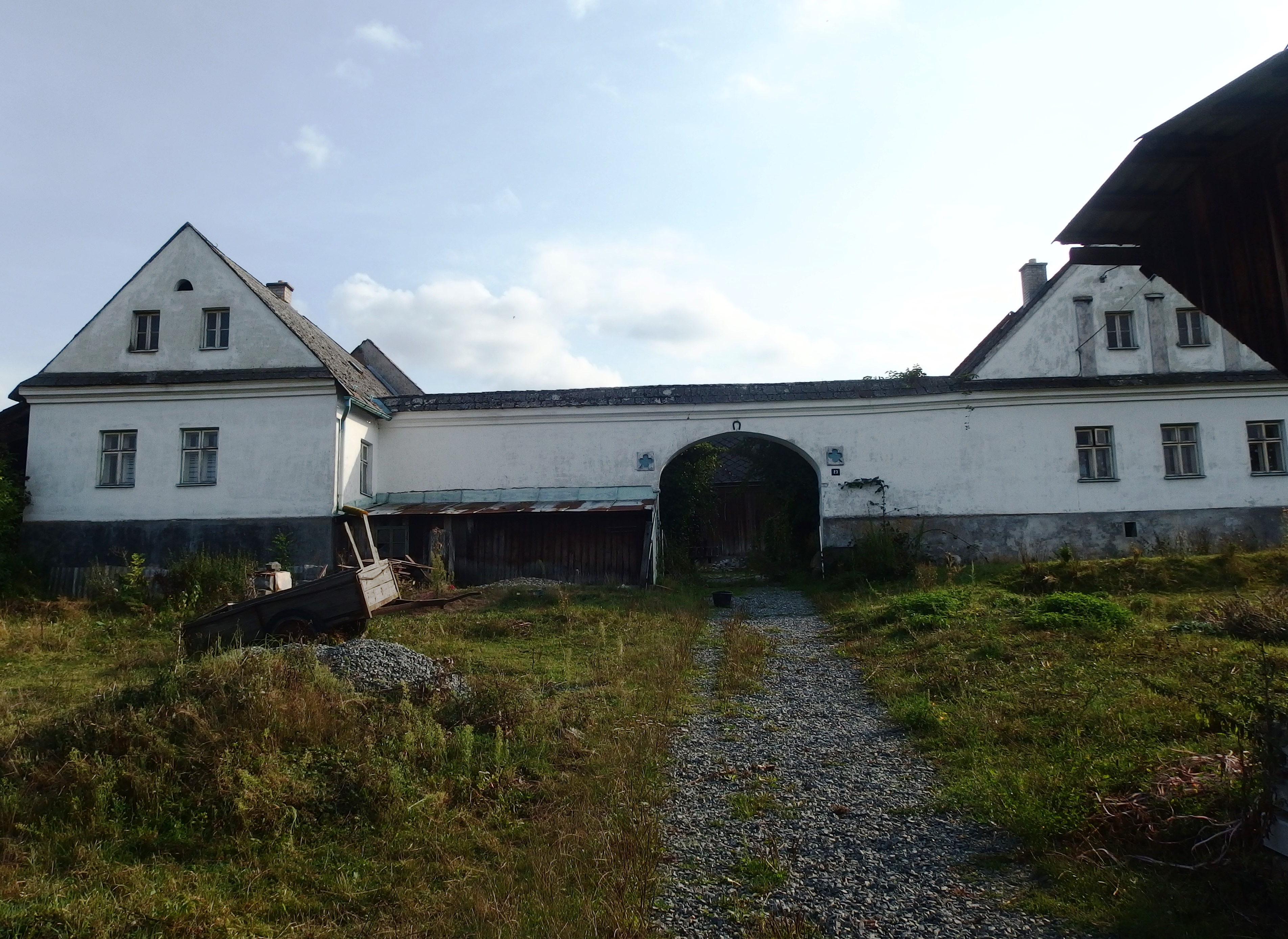
Usedlost č. p. 23
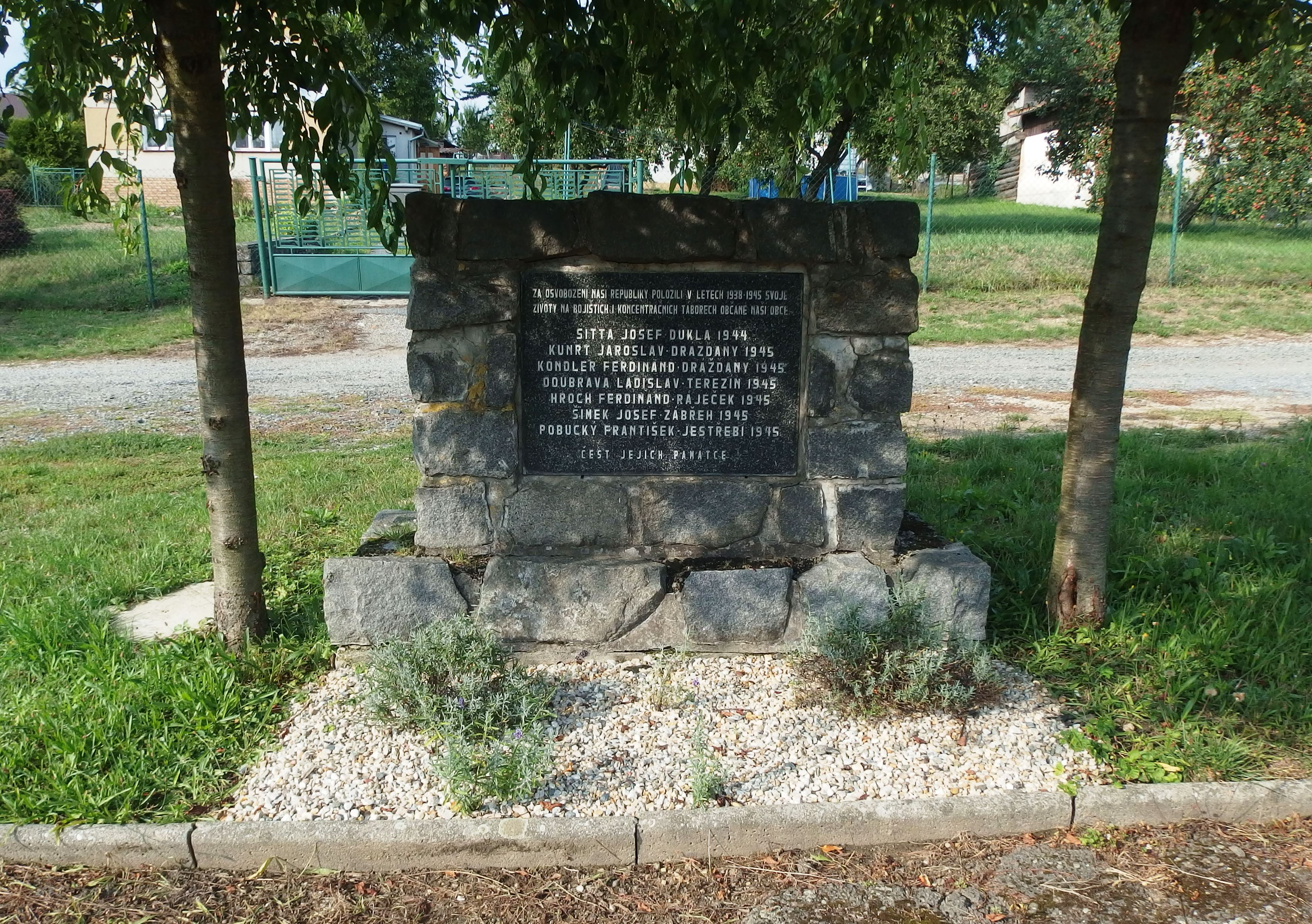
Pomník obětem okupace
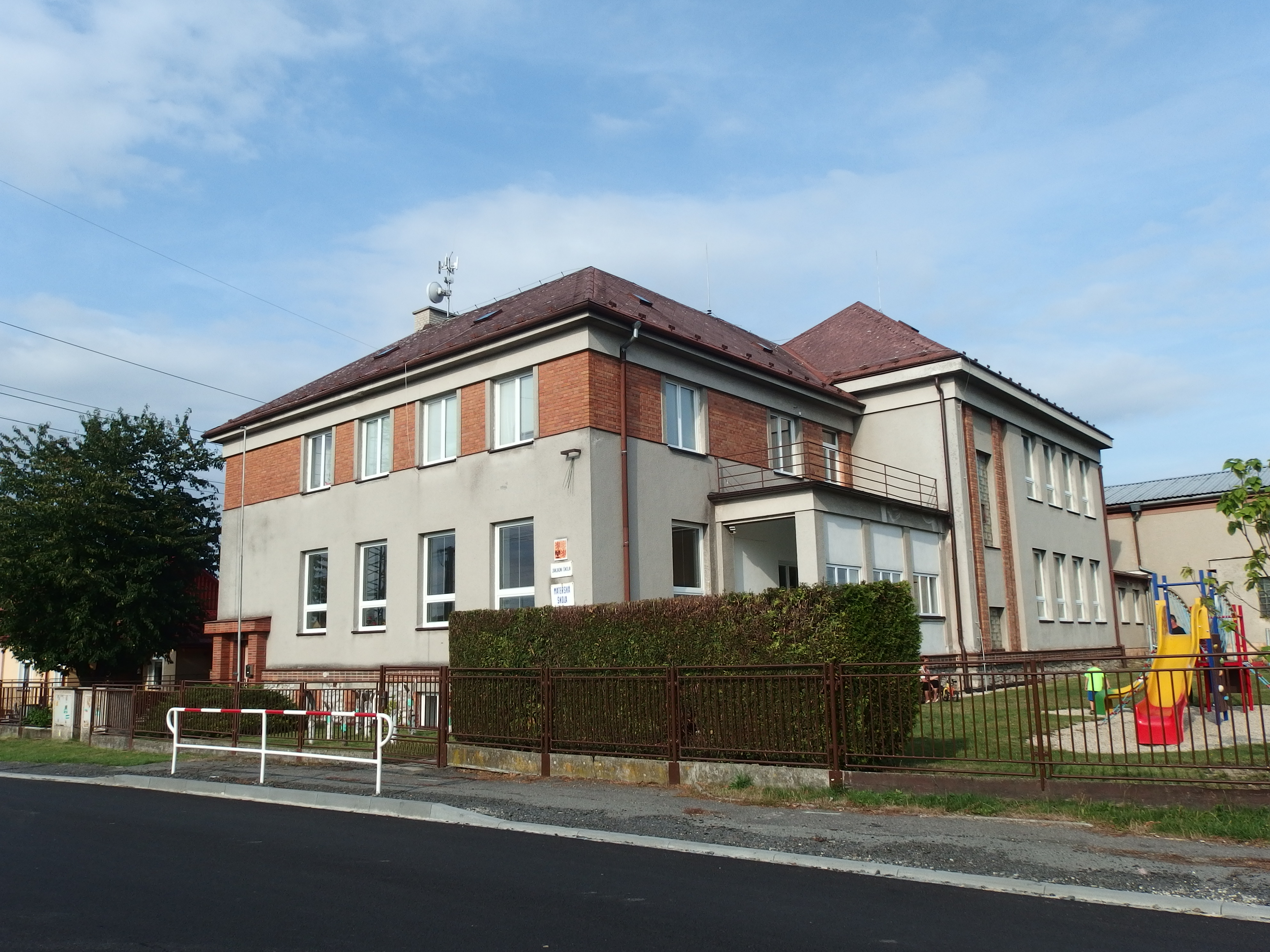
Základní a mateřská škola
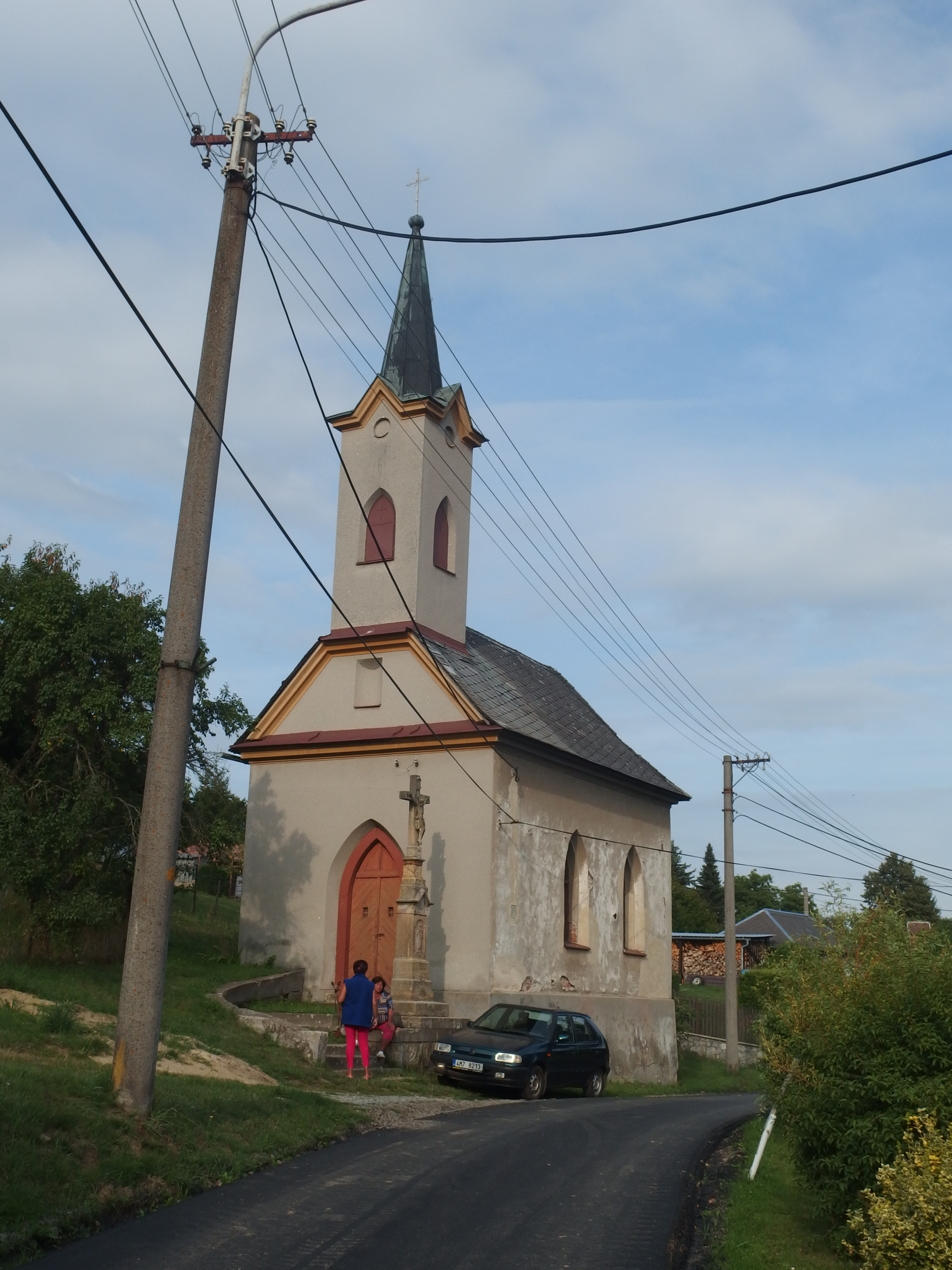
Kaple sv. Františka z Assisi v Jestřebíčku z let 1865–1868